# Classe Al-Ofouq
Le navi della classe Al-Ofouq sono una serie di OPV in servizio presso la marina omanita. Queste unità sono capaci di operare in missioni di intensità bassa, di contrasto alla pirateria e alle attività illecite, e di sorveglianza della ZEE. 

## Storia
Nel piano di ammodernamento e ampliamento della flotta omanita, che prevedeva la consegna di 10 nuove navi tra il 2013 e il 2016, fu prevista la sostituzione delle motomissilistiche classe Dhofar con una nuova classe di 4 OPV, designata Al-Ofouq. Fu emessa una gara internazionale che nell’aprile 2012 venne aggiudicata dal cantiere navale Singapore Technologies Marine Ltd. (ST Marine) di Singapore. Il progetto delle nuove unità fu presentato alla locale decima edizione dell’International Maritime Defence Exibition (IMDEX 2015), derivato dai più piccoli pattugliatori Classe Fearless realizzati per la marina militare di Singapore.

## Caratteristiche tecniche

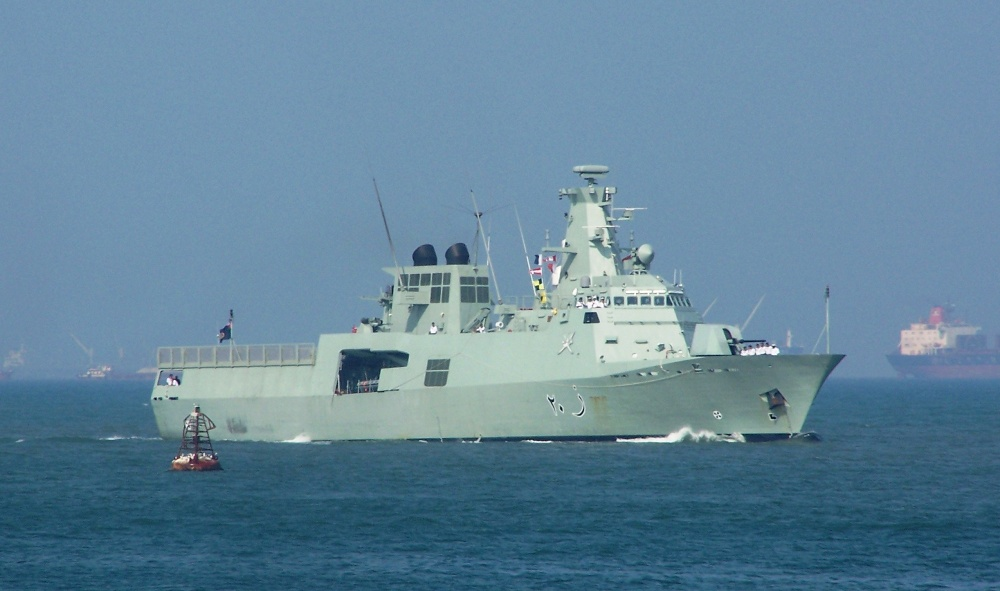
Il pattugliatore Al-Seeb in entrata al porto di Goa al termine della esercitazioni congiunte NASEEM-AL-BAHR (22-27 gennaio 2016) tenutesi nel Mare Arabico con la marina militare indiana.

Si tratta di unità con un dislocamento a pieno carico di 1.250 tonnellate (1.100 standard), lunghe 70 m, larghe 10,8 m, e caratterizzate da una architettura stealth. L'apparato propulsivo e di tipo CODELOD è costituito da due motori diesel MTU 20V 8000 M91.   La velocità massima raggiungibile è pari a 25 nodi, quella di crociera 16. 
L'armamento installato è costituito da un singolo cannone Oto Melara Super Rapido cal.76/62 mm, 2 cannoni CIWS a controllo remoto MSI-Defence Systems DS-30M cal.30/40 mm, 2 mitragliatrici FN MAG cal.7,62 mm, due sistemi di protezione omnidirezionali con capacità antisiluro Lacroix Defence SYLENA, e un elicottero antisommergibile Westland SuperLynx Mk.120 o utility NHIndustries NH90.
Il ponte di volo, senza hangar, posto nell’estrema parte poppiera, consente di operare con un elicottero antisommergibile Westland SuperLynx Mk.120, oppure con un UAV (Unmanned Air Vehicle). La dotazione di bordo comprende due RHIB da 6,25 m, contenuti in due recessi mascherati, posti a centro nave su entrambi i lati.
La dotazione elettronica, installata in un albero integrato modulare (IMM), comprende un sistema di combattimento Thales TACTICOS,  un radar bidimensionale multibanda di sorveglianza, ricerca aeronavale Thales Variant Lightweight, un sistema di tracciamento elettro-ottico e telemetro laser Thales STIR 1.2 EO Mk.2,  un sistema di guerra elettronica (ESM) Thales Vigile 400, e un sistema di navigazione Raytheon IBNS.

## Impiego operativo
Le quattro unità operative sono suddivise tra la base navale Said Bin Sultan sita ad Al Seeb, belle vicinanze della capitale Mascate, e la nuova base navale Sultan Qaboos sita a Mirbat, nel sud-ovest del paese.

## Unità
| N°  | Nome      | Cantiere             | Impostazione     | Varo              | Ingresso in servizio | Intitolazione |
| --- | --------- | -------------------- | ---------------- | ----------------- | -------------------- | ------------- |
| Z10 | Al-Seeb   | ST Marine, Singapore | 28 marzo 2013    | 29 gennaio 2014   | 31 marzo 2015        | Seeb          |
| Z21 | Al-Shinas | ST Marine, Singapore | 5 settembre 2013 | 17 giugno 2014    | 10 settembre 2015    | Shinas        |
| Z22 | Sadh      | ST Marine, Singapore | 6 gennaio 2014   | 17 settembre 2014 | 7 gennaio 2016       | Saadha        |
| Z23 | Khassab   | ST Marine, Singapore | 15 giugno 2014   | 24 giugno 2016    | 2 agosto 2016        | Khasab        |

### Annotazioni
1. ↑  Che significa Integrated Bridge and Navigation Systems.
2. ↑  I dati dell'armamento e dell'elettronica sono riferiti all'entrata in servizio.
3. ↑  Che si estende per oltre 500.000 km².
4. ↑  Il cui personale di volo è fornito dall'aeronautica militare omanita.
5. ↑  Sigla che significa Integrated Mast Module.
6. ↑  Il radar Thales Variant Lightweight può scoprire bersagli di superficie alla distanza di 70 km, ed aerei fino a 120 km.

### Fonti
1. ↑  Gambelli 2017, p. 52.
2. 1 2 3 4 5  Gambelli 2017, p. 58.
3. 1 2 3 4 5 6  Gambelli 2017, p. 59.
4. ↑  Gambelli 2017, p. 53.
5. ↑  Gambelli 2017, p. 54.
6. ↑  (EN) AL SEEB corvettes (2015-2016), su navypedia.org. URL consultato il 19 luglio 2021.
7. ↑  (EN) ST Marine Celebrates the Interim Delivery for the Fourth Patrol Vessel RNOV Khassab, su defense-aerospace.com. URL consultato il 19 luglio 2021 (archiviato dall'url originale il 19 luglio 2021).
8. ↑  (EN) Oman receives final Al-Ofouq patrol vessel from ST Marine, su navaltoday.com. URL consultato il 19 luglio 2021.

### Pubblicazioni
- Jani Gambelli, Il potenziamento della marina omanita, in Panorama Difesa, n. 369, Firenze, Ed AI, dicembre 2017,  pp. 52-61.